# Boklotteriets stipendiater 1954
Boklotteriet utsåg våren 1954 årets stipendiater. Överskottet för Boklotteriet 1953 blev cirka 190 000 kronor. Antalet lotter för Boklotteriet 1953 var 400 000.
Följande författare belönades med stipendier 1954:
5 000 kronor
- Sivar Arnér
- Arvid Brenner
- Eyvind Johnson
- Per-Erik Rundquist

2 000 kronor
- Sven Alfons
- Erik Asklund
- Folke Dahlberg
- Uno Eng
- Owe Husáhr
- Willy Kyrklund
- Albert Olsson
- Gustav Sandgren
- Margareta Suber-Topelius
- Maria Wine

1 500 kronor
- Ingemar Andersson
- Paul Andersson
- Hans Bergrahm
- Lars Englund
- Bernt Eriksson
- Elsa Forsgren
- Staffan Larsson
- Ingemar Lundberg
- Carl-Eric Nordberg
- Ingvar Orre
- Birgitta Trotzig
- Per Erik Wahlund

Kritikernas stipendium till författare
- Axel Liffner  2 000 kronor

Författarnas stipendium till kritiker
- Artur Lundkvist  2 000 kronor

Översättarstipendium
- Karin Alin  2 000 kronor
- Torsten Blomkvist  2 000 kronor

Journaliststipendier
- Erik Goland  1 500 kronor
- Urban Stenström  1 500 kronor

Stipendier från Arbetarnas bildningsförbund som erhållit pengar från Boklotteriet 1954
- Stig Carlson  5 000 kronor

Stipendier från Landsbygdens stipendienämnd, som erhållit medel från Boklotteriet 1954
- Gösta Carlberg 5 000 kronor
- Kerstin Hed  3 000 kronor
- Gunnar Falkås  2 000 kronor

Författarstipendier från tidningen Vi som erhållit medel från Boklotteriet 1954
- Evert Taube  5 000 kronor
- Molly Johnson  2 500 kronor
- Birger Vikström  2 500 kronor

Författare av barn- och ungdomslitteratur som erhållit stipendier från Boklotteriet 1954
- Britt G. Hallqvist 2 000 kronor
- Lennart Hellsing  2 000 kronor
- Hans Peterson  2 000 kronor

Boklotteriets stora pris dvs Litteraturfrämjandets stora pris på 25 000 kronor
- Erik Lindegren

Boklotteriets stipendiater för övriga år finns angivna i
- 1949 Boklotteriets stipendiater 1949
- 1950 Boklotteriets stipendiater 1950
- 1951 Boklotteriets stipendiater 1951
- 1952 Boklotteriets stipendiater 1952
- 1953 Boklotteriets stipendiater 1953
- 1954 Boklotteriets stipendiater 1954
- 1955 Boklotteriets stipendiater 1955
- 1956 Boklotteriets stipendiater 1956
- 1957 Boklotteriets stipendiater 1957
- 1958 Boklotteriets stipendiater 1958
- 1959 Boklotteriets stipendiater 1959
- 1960 Boklotteriets stipendiater 1960
- 1961 Boklotteriets stipendiater 1961
- 1962 Boklotteriets stipendiater 1962
- 1963 Boklotteriets stipendiater 1963
- 1964 Boklotteriets stipendiater 1964
- 1965 Litteraturfrämjandets stipendiater 1965
- 1966 Litteraturfrämjandets stipendiater 1966
- 1967 Litteraturfrämjandets stipendiater 1967
- 1968 Litteraturfrämjandets stipendiater 1968
- 1969 Litteraturfrämjandets stipendiater 1969
- 1970 Litteraturfrämjandets stipendiater 1970
- 1971 Litteraturfrämjandets stipendiater 1971
- 1972 Litteraturfrämjandets stipendiater 1972